# 越智通雄
越智 通雄（おち みちお、1929年〈昭和4年〉4月23日 - 2021年〈令和3年〉1月30日）は、日本の大蔵官僚、政治家。位階は正三位。
衆議院議員（8期）、経済企画庁長官（第41・44代）、金融再生委員会委員長（第2代）を歴任。日韓親善協会中央会会長。

## 来歴・人物
東京生まれ。東京高師附属中（現・筑波大附属中・高）卒業。同期生に大川慶次郎、大島通義、岡野行秀、三浦公亮など。
旧制一高を経て、東京大学法学部法律学科を卒業後、大蔵省に入省。ニューヨーク副領事、福田赳夫大蔵大臣秘書官、主計局調査課長などを経て退官。
1972年の第33回衆議院議員総選挙で賀屋興宣の後継として旧東京3区より出馬し当選（当選同期に小泉純一郎・加藤紘一・山崎拓・石原慎太郎・三塚博・村岡兼造・保岡興治・瓦力・野田毅・深谷隆司など）。自民党では福田→安倍→三塚→森派に所属した。
選挙ポスターは、名前を仮名で書くと回文になることを意識したものになっていた。選挙の際、「上から読んでも『おちみちお』、下から読んでも『おちみちお』、中に「み」のあるおちみちおです」と選挙カーで連呼していた。中選挙区時代の選挙区は（世田谷区、目黒区の）東京3区で小坂徳三郎、小杉隆、栗本慎一郎などと争っていた。
1996年以降は小選挙区制の実施に伴い東京6区を地盤としたが、選挙区当選はなく1996年の第41回衆議院議員総選挙で比例復活したのみである。
銀行局銀行課長補佐、衆議院大蔵委員長、自民党金融問題調査会長、金融再生委員会委員長などを務め、銀行、保険、証券等の分野とパイプを持つことから金融族とされている。
2000年の秋の叙勲で勲一等旭日大綬章受章。
2021年1月30日13時5分、老衰のため死去。91歳没。死没日をもって正三位に叙される。

## 発言
金融再生委員会委員長在任中の2000年2月19日、栃木県の金融機関関係者への講演で、「検査の仕方がきついとかあったら、どんどん直接おっしゃってください。最大限考慮しますから」と発言。「手心発言」として論議を呼び、委員長辞任につながった。その後、2000年6月の総選挙で落選した。

## 履歴
- 1929年 - 東京生まれ
- 1947年 - 東京高等師範学校附属中学校（現・筑波大学附属中・高）卒業
- 1950年 - 旧制第一高等学校卒業
- 1952年 - 東京大学法学部法律学科卒業
- 1952年 - 大蔵省入省、大臣官房秘書課配属
- 1954年 - 関東財務局管財部
- 1956年 - 名古屋国税局調査査察部
- 1957年 - 外務省在ニューヨーク日本総領事館副領事
- 1960年 - 主計局主計官補佐（労働係主査）
- 1962年 - 主計局主計官補佐（防衛第三係主査）
- 1963年 - 主計局総務課長補佐
- 1965年 - 大蔵大臣秘書官
- 1966年 - 銀行局銀行課長補佐
- 1968年 - 東京国税局間税部長、次いで大蔵大臣秘書官
- 1971年 - 主計局調査課長
- 1972年 - 衆議院議員に初当選
- 1983年 - 総選挙で落選
- 1989年 - 宇野内閣で、経済企画庁長官に就任。
- 1990年 - 第2次海部内閣で、再び経済企画庁長官に就任。
- 1999年10月5日 - 小渕第2次改造内閣で、金融再生委員会委員長に就任。
- 2000年2月25日 - 金融再生委員長を辞任。
- 2000年6月 - 第42回衆議院議員総選挙で惨敗（惜敗率59.435%）。
- 2003年4月27日 - 石井紘基刺殺事件に伴う補欠選挙に立候補するも落選。
- 2003年11月9日の衆議院議員選挙を前に、次男・隆雄に地盤を譲り、政界から引退した。
- 2021年1月30日 - 死去

## 家族・親族
- 岳父 福田赳夫（第67代内閣総理大臣）
- 義弟 福田康夫（第91代内閣総理大臣）
- 次男 越智隆雄（衆議院議員）